# Cambarus manningi
Cambarus manningi är en kräftdjursart som beskrevs av Hobbs 1981. Cambarus manningi ingår i släktet Cambarus och familjen Cambaridae. IUCN kategoriserar arten globalt som livskraftig. Inga underarter finns listade i Catalogue of Life.